# À plat
À plat (Flatline) est le neuvième épisode de la huitième saison de la deuxième série de la série télévisée britannique de science-fiction Doctor Who, diffusé sur BBC One le 17 octobre 2014.

## Accroche
Clara se retrouve séparée du Docteur et découvre une menace venant d'une autre dimension. Mais que faire quand même les murs n'offrent aucune protection ?

## Distribution
- Peter Capaldi : Le Docteur
- Jenna Coleman : Clara Oswald
- Samuel Anderson : Danny Pink
- Christopher Fairbank : Fenton
- Jovian Wade : Rigsy
- Matt Bardock : Al
- James Quinn : Bill
- John Cummins : Roscoe
- Raj Bajaj : George
- Jessica Hayles : Agent Forrest

### Version française
- Version française - Dubbing Brothers
- Adaptation - Olivier Lips & Rodolph Freytt
- Direction artistique - David Macaluso
- Chargée de production - Jennifer Harvey
- Mixage - Marc Lacroix

Avec les voix de
- Jacqueline Ghaye - Missy
- Michel Hinderyckx - Bill
- Stany Mannaert - Stan
- Frédéric Nyssen - Danny
- Marielle Ostrowski - Clara
- Grégory Praet - Rigsy
- Philippe Résimont - le Docteur
- Freddy Sicx - Fenton
- Maxime Van Santfoort - George

## Résumé
Après une aventure, le Docteur s'apprête à ramener Clara au lieu et à l'époque d'où ils sont partis, lorsque le Docteur estime qu'ils « semblent être au mauvais endroit ». Ils sortent du TARDIS et découvrent qu'ils sont à Bristol, et que l'extérieur du TARDIS s'est réduit à la moitié de sa taille habituelle. Le Docteur reste à bord du TARDIS pour comprendre ce qui se passe alors que Clara inspecte les environs, où elle découvre qu'un certain nombre de gens du quartier ont disparu, et que des peintures murales en leur hommage se trouvent dans un tunnel piétonnier. Clara revient et trouve que l'extérieur du TARDIS a encore diminué. Le Docteur, incapable de passer à travers ses portes, donne à Clara son papier psychique, le tournevis sonique, et une oreillette couplée à un système visuel afin qu'il puisse rester en contact avec elle, puis elle emporte le TARDIS vers l'endroit où une grande source d'énergie a été détectée.
Clara se présente comme le « Docteur Oswald » et gagne la confiance d'un graffeur local, Rigsy, qui fait partie d'une équipe d'entretien de la communauté, malgré les hésitations initiales du Docteur à son égard. Après n'avoir rien trouvé sauf une fresque étrange représentant un désert à la copropriété où a eu lieu la dernière disparition, Rigsy s'assure l'aide de la policière Forrest pour accéder à l'appartement de la personne disparue la première. Selon les instructions du Docteur, Clara s'attaque aux murs, croyant que la source d'énergie pourrait être à l'intérieur. Pendant qu'ils sont à l'œuvre, la policière Forrest hurle d'une pièce voisine, mais le temps que Clara et Rigsy arrivent, elle a disparu. Ils inspectent les murs de la salle et trouvent une autre peinture murale étrange, et le Docteur comprend qu'il s'agit sans doute du système nerveux de la policière Forrest, et estime que la première fresque murale était un gros plan de la peau humaine basée sur la dernière victime. Comme les entités commencent à se déplacer vers Clara et Rigsy, le Docteur explique rapidement les créatures sont des êtres à deux dimensions, et font des expériences sur le monde en trois dimensions. Clara et Rigsy parviennent à sortir en toute sécurité. Pendant ce temps, Danny appelle Clara et elle est obligée de lui mentir en lui disant qu'elle n'est pas en difficulté, et après l'appel, le Docteur comprend que Clara a menti quand elle lui a dit que Danny accepte la poursuite de ses voyages à bord du TARDIS.
Clara et Rigsy reviennent vers le reste du groupe de services communautaires, qui sont sur le point de recouvrir de peinture les peintures murales dans le tunnel pour piétons, lorsque le Docteur comprend que ce sont des déguisements pour les créatures à deux dimensions. Après que les créatures se soient emparé d'un des travailleurs des services, Clara ordonne au groupe de s'enfuir avec les créatures à leur poursuite, et ils s'abritent dans un entrepôt de réparation de locomotives. Le Docteur aide Clara à essayer de communiquer avec les créatures en utilisant les mathématiques, et trouvent qu'«ils» sont conscients des travailleurs des services et qu'ils les « absorbent sur la base des numéros sur leurs chemises ». Lorsqu'ils aplatissent un autre travailleur, Clara et les membres survivants s'enfuient dans un tunnel de métro désaffecté. Comme ils explorent, ils découvrent que leur seule issue a été aplatie à deux dimensions par les créatures, mais le Docteur fournit à Clara un dispositif pour rétablir les dimensions. Alors qu'ils testent le dispositif, les créatures apparaissent comme des êtres à trois dimensions, les pourchassant tout en absorbant simultanément davantage d'énergie du TARDIS ; lors de la fuite, le groupe perd le TARDIS rétréci au fond d'un puits de communication. Il atterrit sur une voie ferrée en fonctionnement. Le Docteur active le mode siège du TARDIS pour le protéger contre un train, mais sans énergie à bord, il n'est pas en mesure de revenir à la normale.
Clara utilise le tournevis sonique pour arrêter un train hors service, et ils essayent de l'envoyer dans les créatures pour gagner du temps, mais ils transforment simplement le train en deux dimensions ; comme ils se sauvent, Clara découvre que le TARDIS a maintenant l'aspect d'un simple cube Gallifreyien, et l'emporte. Se mettant à l'abri dans un espace de bureau désaffecté, Clara met au point un plan pour fournir de l'énergie au TARDIS en demandant à Rigsy de peindre une fausse porte d'accès au dos d'une grande affiche, de sorte que lorsque les créatures tentent de la rétablir en trois dimensions, ils transfèrent leur énergie au TARDIS. Le TARDIS est rapidement rétabli à la normale, et le Docteur parvient à contenir et renvoyer les créatures à leur dimension d'origine. Il les nomme les désossés avant de les renvoyer. Le Docteur retourne les survivants à la surface en toute sécurité. Missy, qui observe Clara sur sa tablette tactile, se félicite « d'avoir bien choisi ».

### Continuité
- La miniaturisation du TARDIS est une idée récurrente depuis l'épisode de 1964, Planet of Giants (diffusé quasiment 50 ans auparavant) où le TARDIS et ses occupants ont changé de taille. En 1965 dans The Time Meddler, le Docteur trafique le TARDIS du Moine en rendant sa salle de contrôle plus petite à l'intérieur qu'à l'extérieur. Enfin, en 1981 dans Logopolis, le 4e Docteur se retrouvait piégé dans un TARDIS qui a rétréci[1].
- Lorsque le TARDIS est sur le point de se faire rouler dessus on peut entendre la cloche du cloître du TARDIS, entendue pour la première fois dans Logopolis.
- Le TARDIS encore miniaturisé en état de siège ressemble à la Pandorica, la prison mentionnée pour la première fois dans Le Prisonnier Zéro et entièrement montrée dans La Pandorica s'ouvre, 1re partie[2].

## Lien
- (en) Flatline sur l’Internet Movie Database